# Alexandre-Joseph Consil
Pierre-Alexandre-Joseph Consil, dit Kopierre, né à Auberchicourt le 25 mai 1834  et mort à Aniche le 28 décembre 1909 , est un tambour-major du Second Empire, devenu une figure du Nord. Le 14 septembre 1859, Alexandre Consil qui a 25 ans est déjà tambour major au 38e régiment d'infanterie de ligne, lors du mariage d'un de ses frères, Augustin joseph. (Archives Départementales du Nord, état civil, actes). Le 3 mai 1896, il est élu au conseil municipal d'Auberchicourt, il est sous-officier retraité. il est réélu le 6 mai 1900 puis le 10 janvier 1904 mais pas le 1er mai 1904. Au recensement de 1906, il habite seul à la maison no 75 de la rue de Douai avant de rejoindre l'hospice de la rue Ducret à Aniche.

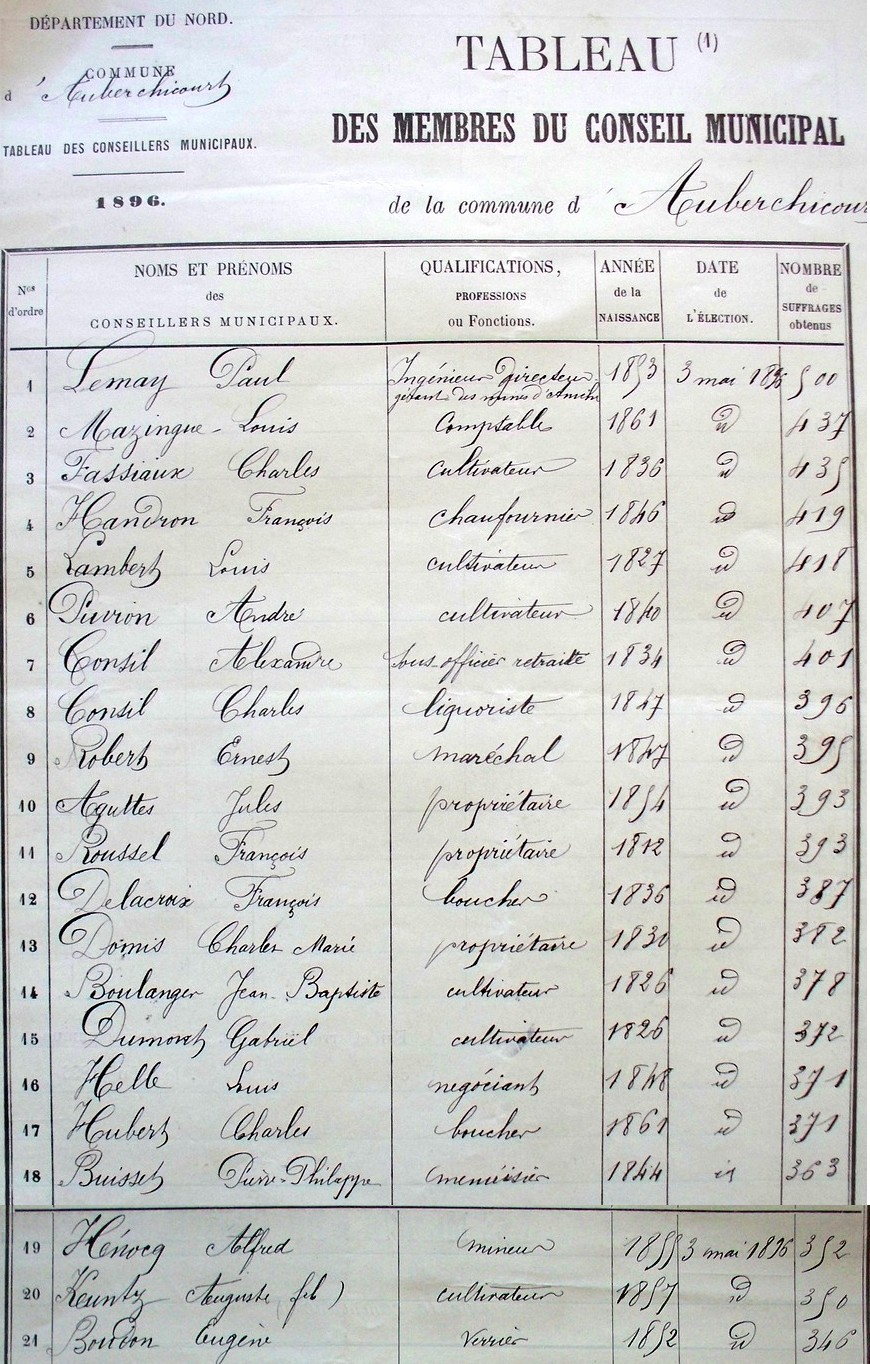
1896 Conseil Municipal, en 7e position : CONSIL Alexandre, sous-officier retraité

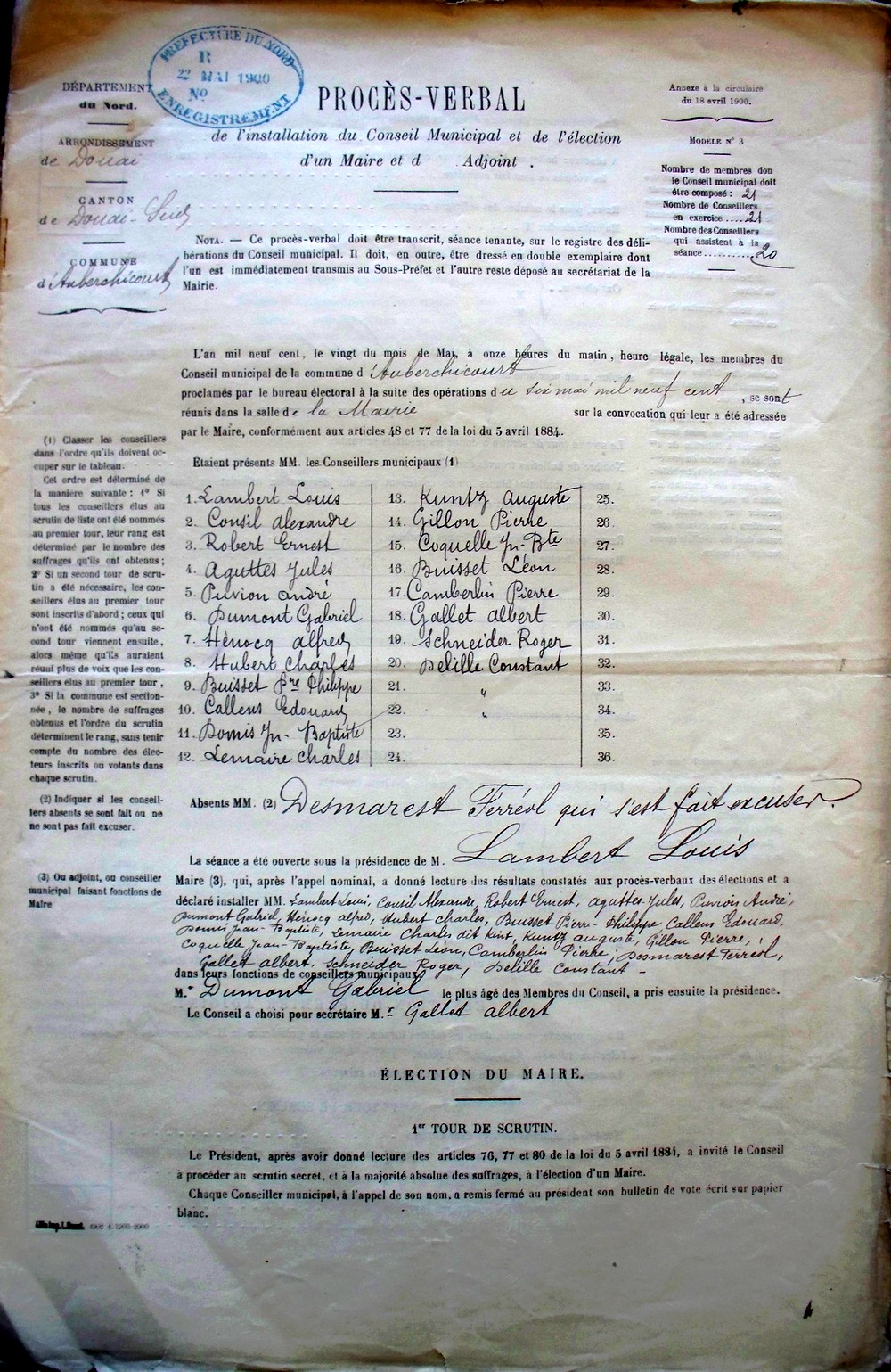
1900 Conseil Municipal, en 2e position : CONSIL Alexandre

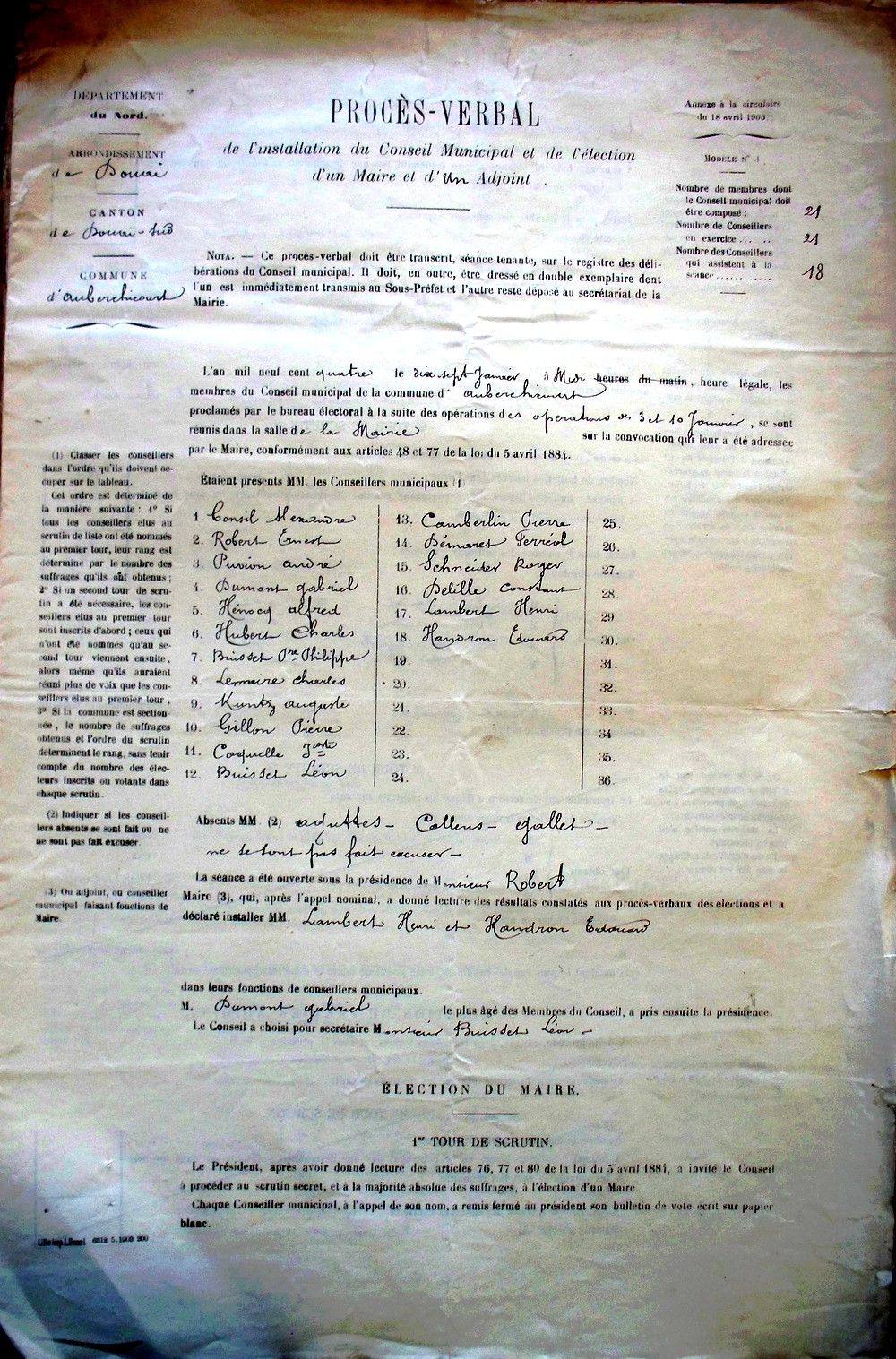
1904 Conseil Municipal, en 1re position : CONSIL Alexandre

## Biographie et Généalogie

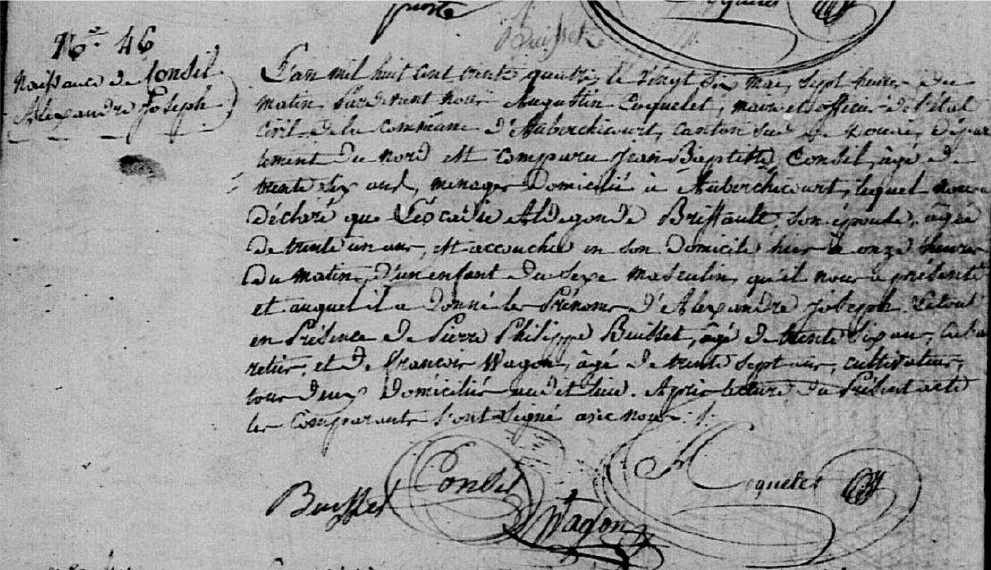
Kopierre - Consil Alexandre Joseph - acte de naissance 25 mai 1834 à Auberchicourt

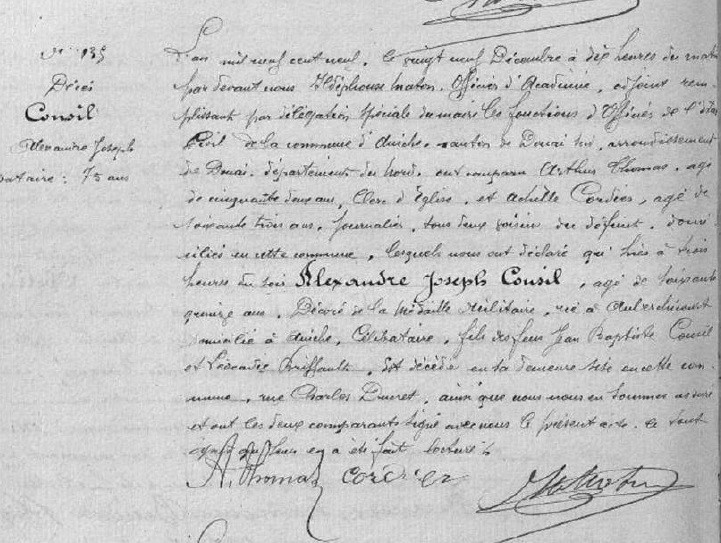
Kopierre Consil Alexandre Joseph acte de décès 29 décembre 1909 à Aniche

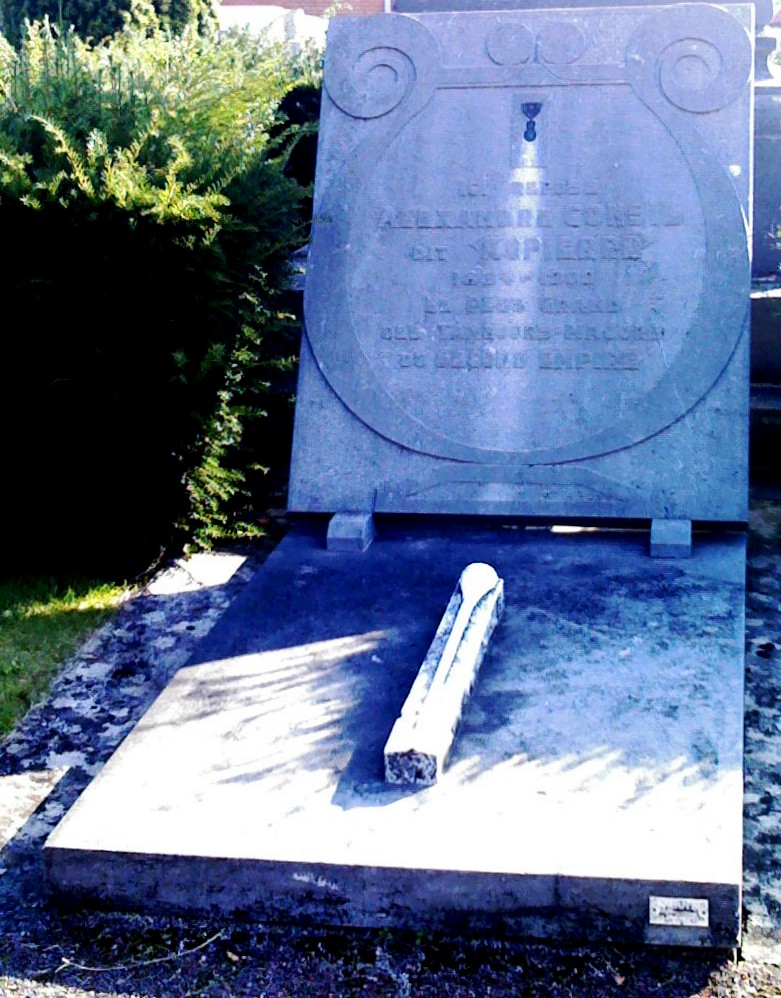
Kopierre - Consil Alexandre Joseph - tombe à Aniche cimetière du Sud

Alexandre Consil est le septième d’une famille de douze enfants.
Fils de Jean-Baptiste Consil et de Aldegonde Léocadie Briffault
Liens de parenté d'Alexandre Joseph CONSIL : Généalogie des Consil - Mutte - Sauvage (arbre généalogique)

### Le surnom de Kopierre
Avant l’armée, il était aide forgeron et son patron se nommait Pierre Leloup (né à Aniche le 28 août 1816,décès le 11 décembre 1894 à Aniche) . Consil avait pris pour habitude d’avertir son patron que le fer rougi était prêt à être battu en criant « Ch'est caud Pierre », d’où le sobriquet Kopierre. Cependant, l'origine de ce surnom reste contestable puisqu'il est créé bien après le décès de Consil et de son passage à la postérité comme "ventre d'osier". On peut envisager que le "ko" fasse référence au "shako", couvre-chef du sergent-major que l'on rapprochera des Cô du Carnaval de Dunkerque. Quant à "Pierre", ce vocable pourrait faire référence à la carrière militaire d'Alexandre-Joseph Consil.

### Le soldat de Napoléon III
Conscrit au début du second empire, il devient, avec sa taille de 2,10 m, un admirable soldat de Napoléon III. Il participe à la guerre de 1870 où il reçoit la médaille militaire des mains du maréchal Patrice de Mac Mahon, futur président de la République. Nommé Tambour-major de la Garde à Paris, il lançait sa canne plus haut que la Porte Saint-Denis.
Il meurt en 1909 à Aniche, en l'hospice rue Ducret. Sur sa tombe au cimetière du sud à Aniche au pied du monument aux morts de 1870, il est inscrit sur la stèle : « Ici repose Alexandre Consil, dit Kopierre 1834 - 1909, le plus grand des tambours majors du Second Empire ».

## Fête de Kopierre
Deux ans après sa mort survenue en 1909, il renaît en 1911 en géant du Nord, grâce à son ami et poète picardisant Batisse Bourlon.
La fête est reprise à Aniche en 1911, puis 1912 et en 1913. Malgré l’interruption due à la Première Guerre mondiale, le souvenir des fêtes persiste grâce au pas redoublé écrit en 1911 par M. Dangreau, alors directeur de l’Harmonie Municipale. Orchestré plus tard par Adrien Giraud, adjudant-chef tambour major, l'air de Kopierre entre dans le répertoire de la Garde Républicaine de Paris et est enregistré sur disque LP 45 t. En 1954, sous l’impulsion de Julien Lagrange, la fête est rétablie et a lieu régulièrement chaque année le quatrième dimanche de juin.

## Discographie
- Kopierre, air du géant d'Aniche, (orchestration : A. Giraud) par la Batterie-Fanfare de la Garde Républicaine, direction : Adjudant-chef tambour-major A. Giraud. Disque DECCA  45 t. réf.: 460.991 Médium. Autres titres sur ce disque : Paris-Montréal (A. Giraud); Réveil en fanfare de la Garde (C. Gourdin); Infanterie de la Garde (A. Giraud).
- Marche de Kopierre..."Quand défile la Garde Républicaine"  Vol. 2, DECCA, [1968], QD